# Pál Jávor (Fußballspieler)

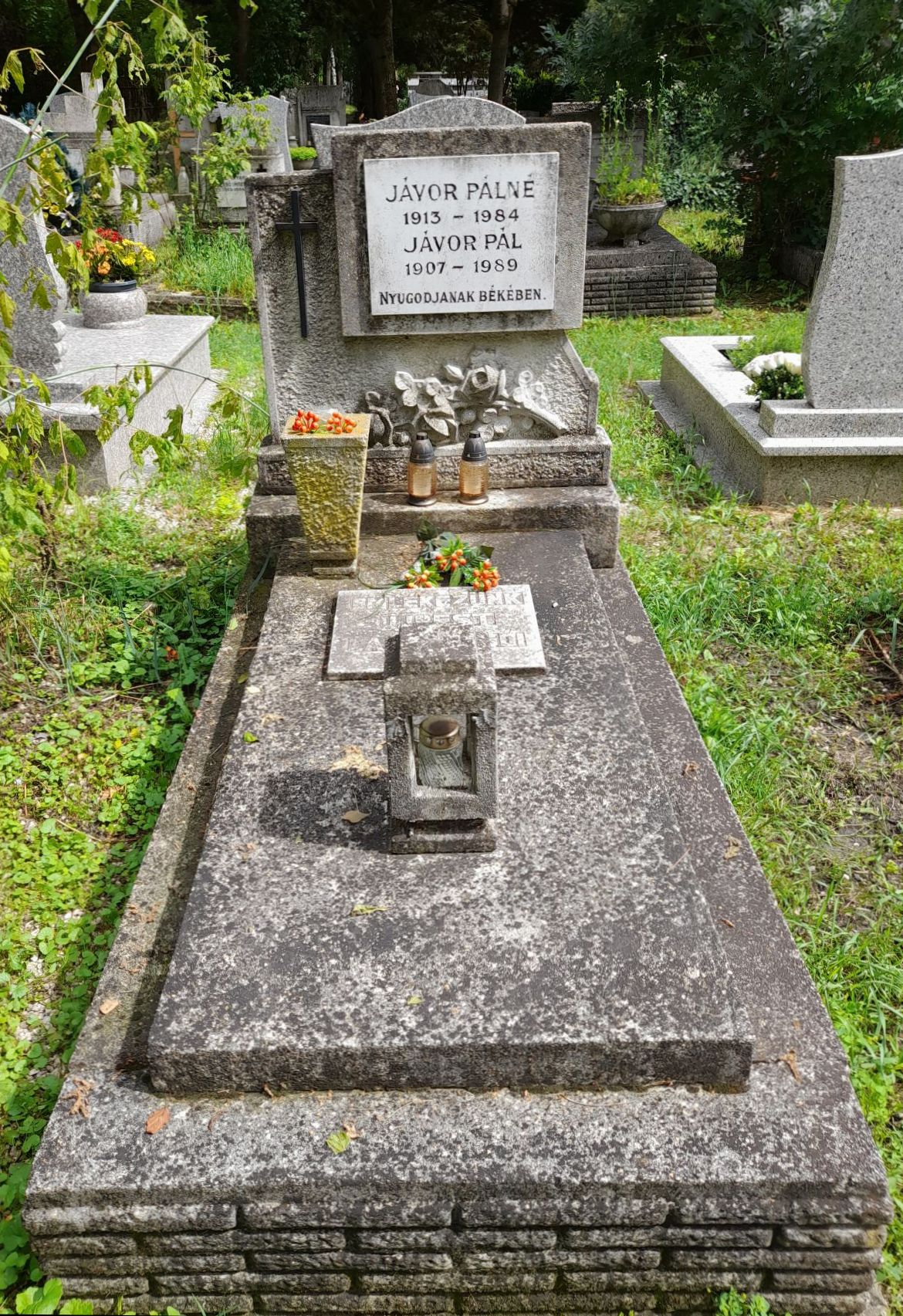
Grab von Pál Jávor

Pál Jávor (* 5. Januar 1907 als Pál Jakubek in Újpest, Königreich Ungarn; † 5. Februar 1989 in Budapest) war ein ungarischer Fußballspieler und -trainer.

## Karriere
1924 begann er sein Fußballkarriere beim Újpesti MTE. 1926 wechselte er zum Újpest FC, 1929 zum Somogy FC, 1932 zurück zum Újpest, dort wurde er 1933 und 1935 Meister, 1935 zum ČsŠk Bratislava und 1939 zum Csepel SC. In der Saison 1934/35 wurde er Torschützenkönig.
1932 absolvierte er ein Länderspiel.
1937 wurde er Trainer beim ČsŠK Bratislava. Ab 1940 wurde er Cheftrainer bei seinem letzten Verein, WMFC Csepel. Mit der Mannschaft gewann er 1942 und 1943 Meisterschaften. Zwischen 1945 und 1947 kehrte er als Trainer nach Újpest zurück und gewann mit der Mannschaft drei Meistertitel. Zwischen 1956 und 1960 arbeitete er erneut bei Csepel und verließ den Verein 1959 mit einem Meistertitel. Bis 1962 war er im israelischen Fußball tätig.